# Plectrocnemia aureola
Plectrocnemia aureola är en nattsländeart som beskrevs av Banks 1930. Plectrocnemia aureola ingår i släktet Plectrocnemia och familjen fångstnätnattsländor. Inga underarter finns listade i Catalogue of Life.